# Национално знаме на Еквадор
Националното знаме на Еквадор има правоъгълна форма с отношение ширина към дължина е 1:2 и се състои се от три цветни полета – жълто отгоре, синьо в средата и червено отдолу. Жълтото поле е два пъти по-широко от другите две и заема горната половина на знамето. Синьото и червеното поле са с еднаква ширина равна на 1/4 от ширината на знамето.
Според закон от 5 декември 1900 г. (Registro Oficial No.1272) държавното знаме на Еквадор се отличава от националното по това, че на него присъства герба на страната, разположен в средата. На практика обаче, държавното знаме се използва и като национално, за да се отличава от знамето на Колумбия.

## Знаме през годините
- (1820 – 1822)
- (1822)
- (1822 – 1830)
- (1830 – 1835)
- (1835 – 1845)
- (1845)
- (1845 – 1860)
- (1860 – 1900)